# روان‌شناسی
روان‌شناسی (به انگلیسی: Psychology) یا پسیکولوژی (به فرانسوی: Psychologie) دانشی است که با بهره‌گیری از روش علمی به پژوهش و مطالعهٔ حالت‌ها و فرایندهای ذهنی و رفتار در انسان و دیگر جانوران می‌پردازد. منظور از «رفتار» همهٔ حرکات، اعمال و رفتار‌های قابل مشاهدهٔ مستقیم و غیرمستقیم است، و منظور از «فرایندهای روانی»، مواردی همچون: احساس(هیجان)، ادراک، اندیشه (تفکر)، هوش، شخصیت، نگیزش و حافظه… است.
|  |

آغاز پژوهش‌های روان‌شناختی به‌شکل علمی و دانشگاهی، به اواخر قرن هفدهم و اوایل قرن هجدهم بازمی‌گردد؛ می‌توان گفت اکتشاف‌ها و پژوهش‌های قابل توجه در روان‌شناسی، تنها از حدود ۱۵۰ سال پیش، شروع شده‌است، و این درحالی است که علوم تجربی دیگر از تاریخچه‌ای بلندتر و پربارتر برخوردارند؛ البته مباحث مربوط به ذهن و روان، قرن‌هاست که ذهن متفکران را به خود مشغول کرده و آثار مکتوب آن، از دانشمندان یونان باستان و متفکرانی چون سقراط، افلاطون و ارسطو نیز در دست است؛ اما این شاخه از علم تا پیش از روان‌شناسی جدید، به‌صورت مدون و آکادمیک، مورد مطالعه قرار نگرفته بود.

## تعریف
روان‌شناسی در تاریخچهٔ خود، به گونه‌های متفاوتی تعریف شده‌ است. اولین دسته از روان‌شناسان، حوزه کار خود را «مطالعه فعالیت ذهنی» می‌دانستند. با توسعه رفتارگرایی در آغاز قرن حاضر و تأکید آن بر مطالعه انحصاری پدیده‌های قابل اندازه‌گیری عینی، روان‌شناسی به‌عنوان «بررسی رفتار» تعریف شد.
این تعریف، معمولاً، هم شامل مطالعه رفتار حیوان‌ و هم رفتار آدمیان می‌شود، با این فرض‌ها که:
1. اطلاعات حاصل از آزمایش با حیوان‌ها قابل تعمیم به انسان‌ها است.
2. رفتار حیوان‌ها به‌خودی‌خود، شایان توجه‌ است.

از سال ۱۹۳۰ تا ۱۹۶۰ در بسیاری از کتاب‌های درسی روان‌شناسی، همین تعریف ارائه می‌شد؛ اما با توسعهٔ روان‌شناسی پدیدارشناختی و روان‌شناسی شناختی، بار دیگر به تعریف قبلی رسیده‌ایم و در حال حاضر در تعاریف روان‌شناسی هم به «رفتار» اشاره‌ می‌شود و هم به «فرایندهای ذهنی». روان‌شناسی را می‌توان چنین تعریف کرد: مطالعه علمی رفتار و فرایندهای روانی.
این تعریف، هم توجه روان‌شناسی را به مطالعه عینی رفتار قابل مشاهده آشکار می‌سازد و هم به فهم و درک فرایندهای ذهنی که مستقیماً قابل مشاهده نیستند و بر اساس داده‌های رفتاری و عصب-زیست‌شناختی قابل استنباط هستند، عنایت دارد.

## تاریخچه
تاریخچه روانشناسی را می‌توان تا سده چهارم و پنجم پیش از میلاد، با دانشمندانی چون افلاطون و ارسطو دنبال نمود؛ ولی به قول هرمان ابینگ هاوس، روان‌شناسی، پیشینه‌ای دراز، اما تاریخچه‌ای کوتاه دارد (شولتز و شولتز، ۱۳۷۲، ص ۱۸). یک فیلسوف آلمانی به نام رادولف گوسلنیوس ابداع‌ کننده اصطلاح «سایکولوژی» است. تقریبا تا اواخر سده نوزدهم، روان‌شناسی به‌عنوان شاخه‌ای از علم فلسفه، شناخته می‌شد.

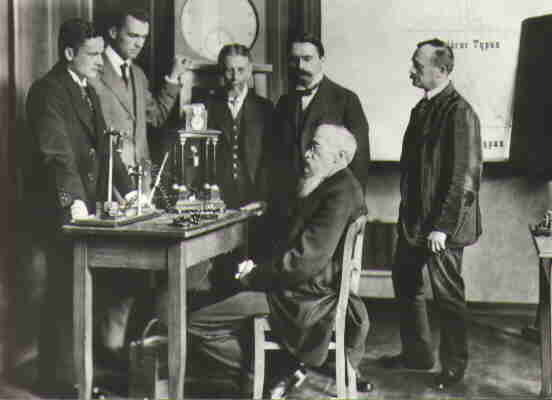
ویلهلم وونت (نشسته) با همکاران در آزمایشگاه روانی او؛ اولین در نوع خودش

### دورهساختارگرایی
ساختارگرایی اشاره به «تئوری آگاهی» دارد که توسط ویلهلم وونت مطرح شد. در سال ۱۸۷۹ ویلهلم وونت (که به پدر روان‌شناسی آزمایشی نیز معروف است) اقدام به تأسیس یک آزمایشگاه در دانشگاه شهر لایپزیک آلمان نمود که تمرکز اصلی آن، بر مطالعات روان‌شناختی بود. ویلهلم وونت خودش یک ساختارگرا نبود؛ اما از شاگردان وی و فردی به نام ادوارد بردفورد تیچنر-که یکی از نخستین روان‌شناسان آمریکا شد-از فعالان رویکرد ساختارگرا در برابر رویکرد کارکردگرایی بود. مطالعات ویلهلم وونت بر شکست ساختار به اجزای فرایندهای ذهنی متمرکز بود.

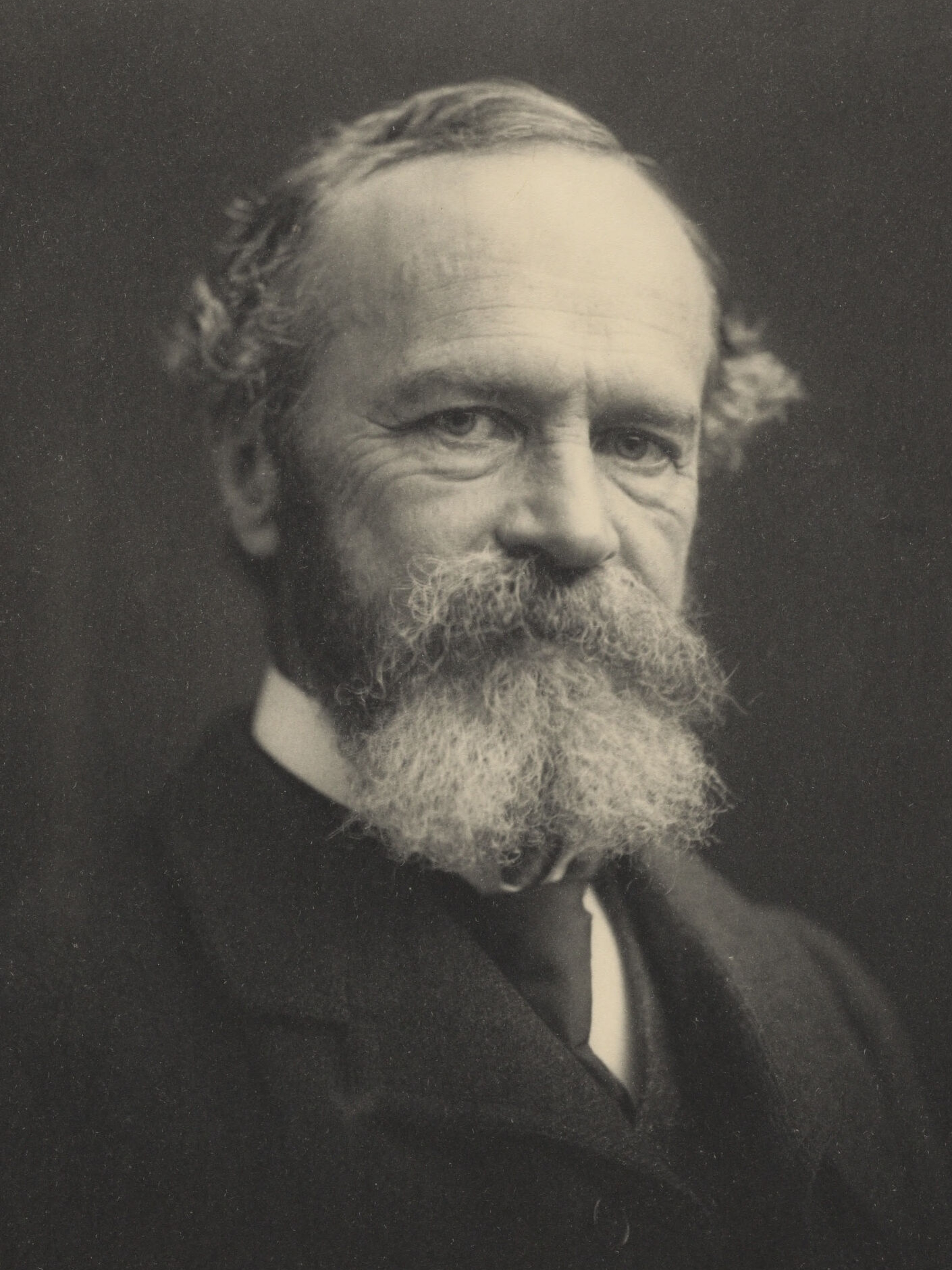
ویلیام جیمز، ۱۸۹۰

### دورهکارکردگرایی
رویکرد کارکردگرایی در مقابل رویکرد ساختارگرایی شکل گرفت. این رویکرد به شدت، تحت تأثیر کار و مطالعات فیلسوف، دانشمند و روان‌شناس آمریکایی بنام ویلیام جیمز استوار بود. وی باور داشت که علم روان‌شناسی می‌بایست ارزش کاربردی داشته باشد و دریابد که ذهن چطور می‌تواند به منفعت فرد، عمل کند. در سال ۱۸۹۰ ویلیام جیمز در کتاب خود با نام «اصول روان‌شناسی»، به بسیاری از پرسش‌های مطرح شده در باب بنیادهای روان‌شناسی که تا سال‌ها بعد توسط روان‌شناسان مطرح می‌شدند، پاسخ داد. از دیگر محققان مکتب کارکردگرایی می‌توان به جان دیویی و هاروی کار اشاره کرد.
همچنین می‌بایست به دانشمند آلمانی به نام هرمان ابینگ هاوس اشاره کرد؛ کسی که پیشرو انجام آزمایش‌هایی دربارهٔ حافظه بود. وی در مطالعاتی که در دانشگاه برلین انجام می‌گرفت، مدل روش تحقیق کمی دربارهٔ یادگیری و فراموشی را ارائه کرد. در همین زمان، دانشمند روسی با نام ایوان پاولف (شخصی که مبتکر فرایند یادگیری شرطی شدن کلاسیک است) نیز آزمایش‌ها خود را روی سگ‌ها انجام داد که بعدها به‌عنوان «مفهوم شرطی شدن کلاسیک» از آن، یاد شد.
اما در سال‌های ابتدایی دهه ۱۹۵۰ میلادی، تمامی تکنیک‌های به‌کار گرفته و توسعه یافته‌ شده توسط ویلهلم وونت، ویلیام جیمز، جان دیویی، هرمان ابینگ هاوس و بقیه این دسته از دانشمندان، تحت عنوان روان‌شناسی آزمایشی-که به شدت، به دسته‌های اطلاعات ذهنی و پردازش آن‌ها مربوط می‌شدند-شاخه‌ای از مباحث مربوط به روان‌شناسی شناختی شده بودند.

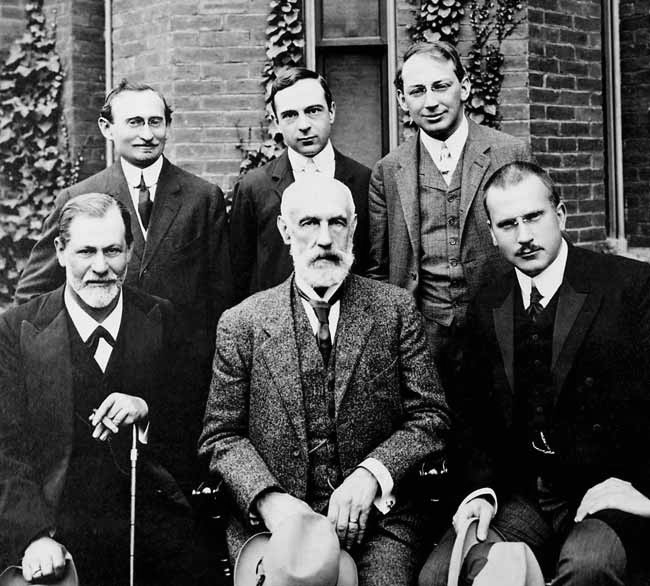
ردیف جلو: زیگموند فروید، استنلی هال، کارل یونگ. ردیف عقب: آبراهام بریل، ارنست جونز، ساندور فرنزی. دانشگاه کلارک، ۱۹۰۹

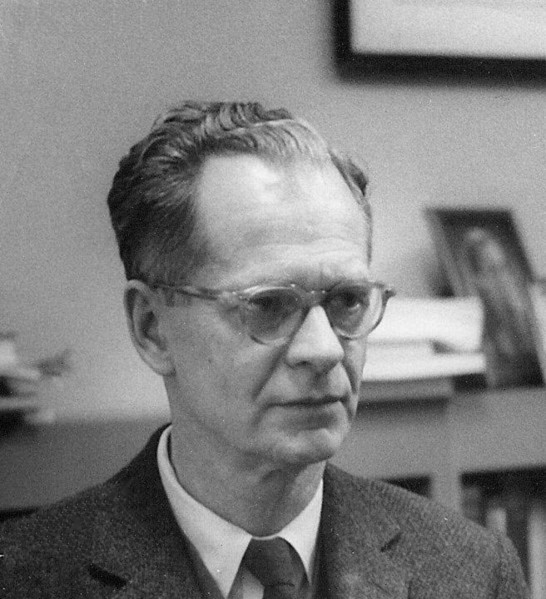
بی.اف. اسکینر در گروه روان‌شناسی دانشگاه هاروارد، ۱۹۵۰

### دورهرفتارگرایی
به‌عنوان بخشی از عکس‌العمل نسبت به طبیعت فردی و درون‌نگر روان‌شناسی و وابستگی انحصاری آن به جمع‌آوری مجدد تجارب مبهم و دوردست کودکی، مکتب رفتارگرایی به‌منزله روش راهنمایی تئوری روان‌شناسی، معروف شد. روان‌شناسانی همچون: جان بی. واتسون، ادوارد ثورندایک و بی.اف. اسکینر به‌عنوان پیشتازان این مکتب بودند. رفتارگرایان اعتقاد داشتند که روان‌شناسی باید تبدیل به علم رفتارشناسی گردد و نه ذهن؛ آن‌ها این نظر را که وضعیت‌های درون ذهنی مانند اعتقادات، تمایلات یا هدف‌ها را می‌توان به صورت علمی، مورد تحقیق قرار داد، رد نمودند. در سال (۱۹۱۳) واتسون در نوشتاری با‌نام «روان‌شناسی از دیدگاه رفتارگرا» اظهار داشت که روان‌شناسی، رشته‌ای کاملاً تجربی از علوم طبیعی است؛ اشکال درون‌گرایی، از اجزای لازم این روش‌ها محسوب نمی‌گردند، و اینکه رفتارگرایان، مرزی بین انسان و حیوان، از جهت صفت، قائل نیستند.
رفتارگرایی در تمامی سال‌های آغازین سده بیستم به عنوان مدل غالب روان‌شناسی، مطرح بود. دلیل عمده این سرآمد بودن خلق، و کاربرد موفق (نه حداقل از آنچه به نام تبلیغ) تئوری‌های شرطی شدن به‌عنوان مدل‌های علمی رفتار انسان بود؛ به‌هرحال، کم‌کم مشخص شد که برخلاف اکتشافات مهمی که رفتارگرایی، پدیدآورده بود، ولی به‌عنوان یک تئوری، راهنمای رفتار انسان ناکارآمد به‌نظر می‌رسید. بازبینی کتاب"رفتار کلامی اثر اسکینر توسط نوام چامسکی (با هدف توضیح فرایند اکتساب زبان در یک چهارچوب رفتارگرایی) به‌عنوان یکی از عوامل اصلی ختم‌کننده دوران رفتارگرایی به‌شمار می‌آید.
چامسکی اثبات نمود که زبان را نمی‌توان به‌صورت انحصاری، از راه شرطی‌شدن آموخت؛ زیرا مردم قادرند جملاتی بی‌همتا در ساختار و معنا را بیان کنند که به‌تنهایی از راه تجربه‌های روزمره زندگی، قابل تولید نیستند. این مباحث، مؤید آن است که فرایندهای درونی ذهن-که رفتارگرایان، آن‌ها را تحت عنوان توهم، رد می‌کردند-واقعاً وجود دارند. به همین شکل، کار آلبرت بندورا نشان داد که کودکان، قادرند که یادگیری از راه مشاهدات اجتماعی را بدون تغییر در رفتار علنی بیاموزند و بنابراین، بیشتر روی بازنمایی‌های درونی حساب باز نمایند.
'روان‌شناسی بشردوستانه' در سال ۱۹۵۰ به‌وجود آمد و به‌عنوان واکنشی به مثبت‌گرایی و تحقیقات علمی ذهن، به کار خود ادامه داد. تأکید این روان‌شناسی بر نظریه پدیدارشناختی تجارب انسانی بوده و در جستجوی فهم بشر و رفتار آن‌ها از راه انجام تحقیقات کیفی برآمد. ریشه‌های تفکرات بشردوستانه در اگزستانسیالیست‌ها و فلسفه پدیدارشناختی بوده و بسیاری از روان‌شناسان بشری، روش علمی را کاملاً رد نموده و اعتقاد داشتند که سعی در تبدیل تجارب انسان به واحدهای اندازه‌گیری، باعث تخلیه همه معانی و ارتباطات او به‌عنوان موجودی زنده خواهد گشت.

هرم مزلو

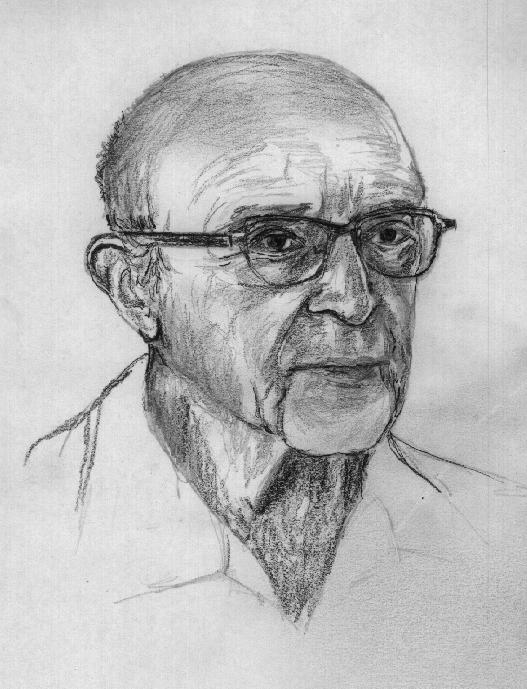
کارل راجرز

برخی دیگر از نظریه‌پردازان این مکتب فکری، عبارتند از: آبراهام مازلو مبتکر سلسله نیازهای انسانی، کارل راجرز مبتکر درمان مشتری مداری و فریتس پرل مبتکر و بسط‌دهنده درمان گشتالت.
ظهور فناوری رایانه‌ای نیز به پیشرفت استعارهٔ عملکرد ذهنی به پردازش اطلاعات کمک نمود. این فناوری به‌همراه تحقیقات علمی در زمینه مطالعه ذهن و نیز اعتقاد به وضعیت داخلی ذهن، به پیدایش روان‌شناسی شناختی به‌عنوان مدل برجسته ذهن، کمک نمود.
ارتباطات بین مغز و عملکرد دستگاه عصبی نیز متداول گردید. بخشی از دلیل این رایج‌شدن به آزمایش‌های افرادی مانند چارلز شرینگتون و دونالد او. هب و بخشی دیگر هم به مطالعات دانشمندان در خصوص جراحت مغزی (همچنین بخش روان‌شناسی شناخت‌گرا را ببینید) برمی‌گشت. با توسعه فناوری‌های اندازه‌گیری عملکرد مغز، روان‌شناسی اعصاب و علوم مربوط به اعصاب بخش‌های فعال در روان‌شناسی امروزی گردیدند.
با درگیری علوم دیگر (از جمله فلسفه، دانش رایانه و علوم مربوط به اعصاب) جهت شناخت و فهم ذهن، چتری از علوم شناختی به‌عنوان ابزار تمرکز تلاش‌ها در مسیری سازنده، تشکیل گردید.
به‌هرحال، بسیاری از روان‌شناسان از آنچه به‌عنوان مدل‌های «مکانیکی» ذهن انسان و طبیعت او مطرح بود، دلخوشی نداشتند. از افراد این حلقه می‌توان به (روان‌شناسی تبدیل شخصیت و روان‌شناسی تحلیلی) کارل یونگ اشاره نمود که در طلب برگشت روان‌شناسی به ریشه‌های روحانی خود بودند؛ دیگرانی مانند سرگئی موسکویکی و گرهارد داوین اعتقاد داشتند که رفتار و فکر در ذات خود الزاماً با هم تعامل داشته و در جستجوی قالب‌گذاری روان‌شناسی در قالب وسیع‌تر مطالعات علوم اجتماعی بودند که این علوم نیز در ارتباط مستقیم با مفهوم اجتماعی تجربه و رفتار هستند.

## شاخص‌های سلامت روان
اخیراً مشکلات سلامت روانی ، بیشتر شده یا اینکه بشر بیشتر به آن، توجه کرده‌است.
رسیدن به آرامش و اطمینان و دوری از افسردگی و اضطراب، از اساسی‌ترین نیازهای سرِشتی انسان و از دیرباز، جزو مسائل اساسی بشر بوده‌است. همین مسئله، موجب شده تا در ادیان و آیین‌های کهن بشری، ضمن تشریح علل آرامش روحی و روانی، راهکارهایی برای پاسخ به این نیاز اساسی بشر ارائه شود.
از سویی دیگر، بهداشت و سلامت روانی، یکی از نیازهای اجتماعی نیز هست؛ چراکه عملکرد مطلوب جامعه، مستلزم برخورداری از کسانی است که از نظر سلامت و بهداشت روانی در وضعیت مطلوبی قرار داشته باشند.

## دوره‌ای در روان‌شناسی
درمان شناختی-رفتاری یا CBT) Cognitive Behavior Therapy) از شهرتی فزاینده برخوردار شده و به عنوان یک روش درمانی مؤثر و بادوام برای درمان بسیاری از اختلالات شناخته شده‌است.
هدف درمان شناختی رفتاری یا رفتاری-شناختی، کمک به کسانی است که با مشکلاتی مواجه شده‌اند. بُعد شناختی، اشاره به فکر دارد. بُعد رفتار، شامل هر کاری است که انجام می‌دهید. درمان شناختی رفتاری بر این بُعد، متکی است که هر گونه که فکر کنید، احساس کرده و رفتار می‌کنید. پس اگر سالم فکر کنید، زندگی شادمانی خواهید داشت.

## ذهن و مغز
روان‌شناسی، تشریح‌کننده تلاش‌های توصیف‌کننده هوشیاری، رفتار و تأثیرات متقابل اجتماعی می‌باشد. منظور ابتدائی روان‌شناسی تجربی، توضیح تجربه و رفتار انسان به همان صورتی که رخ می‌دهد بود. در حدود بیست سال گذشته، روان‌شناسی به بررسی ارتباط هوشیاری و مغز یا دستگاه عصبی پرداخت. هنوز مشخص نیست این‌ها به چه صورت‌هایی با هم در ارتباط هستند؛ آیا هوشیاری تعیین‌کننده وضعیت مغز است یا وضعیت مغز، تعیین‌کننده هوشیاری است یا اینکه هر دو این‌ها روش‌های خاص خود را دارند؟ احتمالاً برای فهم این ارتباطات می‌باید ابتدا با تعاریف «هوشیاری» و «وضعیت مغز» آشنا گردید یا اینکه آیا هوشیاری، نوعی «وهم و خیال» پیچیده‌ است که هیچ ارتباطی با فرایندهای عصبی ندارد؟ فهم عملکرد مغز نیز به‌صورتی فزاینده در تئوری و تمرین روان‌شناسی خصوصاً در بخش‌هایی مانند هوش مصنوعی، روان‌شناسی شناخت اعصاب و علوم شناخت‌گرای اعصاب داخل شده‌است.

## مکتب‌های فکری
بحث اکثر مکتب‌های فکری بر سر استفاده از یک مدل خاص به‌عنوان تئوری راهنما بود که از طریق آن بتوان کلیه، یا اکثریت رفتارهای انسانی را توضیح داد. محبوبیت این مکتب‌ها در طول زمان کم و زیاد می‌شده‌است. ممکن است برخی از روان‌شناسان تصور کنند که پیرو مکتب خاصی بوده و مابقی را رد نموده‌اند، اگرچه اکثر افراد هر کدام از این مکتب‌ها را روشی برای فهم ذهن و نه لزوماً تئوری‌های انحصاری متقابل در نظر می‌گیرند.

## حوزه و قلمرو روان‌شناسی
زمینه روان‌شناسی بسیار گسترده و شامل روش‌های متفاوت مطالعه فرایندهای ذهنی و رفتاری می‌گردد. در زیر حوزه‌های اصلی بررسی و تحقیق روان‌شناسی به آگاهی می‌رسند. فهرست کامل و جامع عنوان‌ها زیر مجموعه و حوزه‌های علم روان‌شناسی را می‌توانید در فهرست سر فصل‌های روان‌شناسی و فهرست رشته‌های علمی روان‌شناسی پیدا و ملاحظه نمائید.

## حوزه روان‌شناسی
روان‌شناسی دانش ذهن و رفتار است و پدیده‌های هشیار و ناهشیار و همچنین احساسات و افکار را مطالعه می‌کند.
یک بالینگر یا محقق حرفه ای که در این رشته مشارکت دارد روان‌شناس نامیده می‌شود و می‌تواند به عنوان یک دانشگر در حوزه‌های اجتماعی، رفتاری یا شناختی طبقه‌بندی شود. برخی از روانشناسان سعی در درک نقش عملکردهای ذهنی در رفتارهای فردی و اجتماعی دارند. برخی دیگر فرایندهای فیزیولوژیکی و بیولوژیکی را که زمینه‌ساز عملکردها و رفتارهای شناختی است، کشف می‌کنند.
روانشناسان رفتار و فرایندهای ذهنی، از جمله ادراک، شناخت، توجه، احساسات، هوش، تجربیات ذهنی، انگیزه، عملکرد مغز و شخصیت را کاوش می‌کنند. روابط بین فردی، تاب آوری روانشناختی، تاب آوری خانواده و سایر زمینه‌های روان‌شناسی اجتماعی هم از زمینه‌های مورد علاقه روانشناسان است. روان شناسان محقق از روش‌های تجربی برای استنتاج روابط علی و همبستگی بین متغیرهای روانی-اجتماعی استفاده می‌کنند. برخی، اما نه همه، روانشناسان بالینی و مشاوره ای از تفاسیر نمادین استفاده می‌کنند.

## روش‌های تحقیق

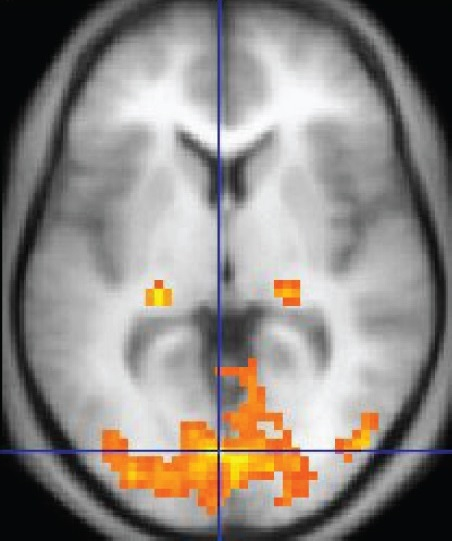
شکل ۱۲.۷ fMRI در نسخه ۸.۲۵ از کتاب درسی آناتومی و فیزیولوژی OpenStax. دسترسی رایگان در

تحقیقات روان‌شناسی بر طبق استانداردهای روش علمی انجام و هم شامل کیفی کردارشناسی و هم وجوه آمار کمی گردیده تا به تولید و ارزیابی توضیحی فرضیات در ارتباط با پدیده‌های روان‌شناسی بپردازد. در جایی که تحقیقات اخلاقی و حالت توسعه در یک دامنه فرضی تحقیق مجاز انجام گردد، پژوهش از طریق پروتکل‌های آزمایشی دنبال می‌شوند. تمایل روان‌شناسی به التقاطی بودن باعث اقتباس دانش علمی از دیگر رشته‌ها برای کمک به توضیح و درک پدیده‌های روان‌شناسی گردید.
تحقیقات کمی روان‌شناسی باعث ایجاد طیفی وسیع از روش‌های مشاهده‌ای شامل تحقیقات عمل، کردارشناسی، قوم نگاری، توضیحات آماری، ساختاری شده و بدون ساختار مصاحبه‌ها و مشاهدات شرکت‌کنندگان گردید که منظور آن گردآوری اطلاعات غنی بدون غرض حاصل از آزمایش‌های سنتی بود. ادامه تحقیقات عام روان‌شناسی انسانی با تحقیق در روش‌های قوم نگار، تاریخی و تاریخ‌نگار ادامه یافت.
تست جنبه‌های مختلف عملکرد روان‌شناسی زمینه‌ای فوق‌العاده از روان‌شناسی معاصر است. روان‌سنجی و روش‌های آماری غالب شامل انواع معروف تست‌های استاندارد شده و همچنین آن‌هایی است که به‌طور اتفاقی به مقتضی وضعیت و آزمایش شکل گرفته‌اند.
تمرکز روان‌شناسان آکادمیک احتمالاً به‌طور خالص بروی تحقیق و تئوری روان‌شناسی با هدف فهم بیشتر روان‌شناسانه در زمینه‌ای مشخص قرار دارد، این در حالی‌ست که دیگر روان‌شناسان بروی روان‌شناسی کاربردی کار کرده تا چنین دانشی را برای سود آوری سریع و عملی گسترش دهند. به‌هرحال، این دیدگاه‌ها به‌طور متقابل انحصاری نبوده و بیشتر روان‌شناسان هم درگیر تحقیقات و هم در بکار بردن روان‌شناسی در مقاطع خاص کار خود مشغول بوده‌اند. در میان بسیاری از انواع رشته‌های روان‌شناسی، هدف روان‌شناسی بالینی توسعه کاربرد دانش روان‌شناسان و تجارب پژوهش‌ها و روش‌های آزمایش‌ها که آن‌ها به ساخت و بکار بستن ادامه دادند و همچنین به‌کارگیری موضوعات روان‌شناسی انفرادی یا استفاده از روان‌شناسی جهت کمک به دیگران می‌باشد.
زمانیکه زمینه رغبت نیاز به آموزش خاص و دانش تخصصی خصوصاً در زمینه‌های کاربردی دارد، تداعیات روان‌شناسی به‌طور عادی به ایجاد سازمانی حاکم جهت مدیریت نیازهای آموزشی می‌پردازد. به همین شکل، نیازمندی‌ها احتمالاً در درجات دانشگاهی روان‌شناسی قرار دارند، طوری‌که دانش آموزان بتوانند به کسب علم کافی در زمینه‌های مختلف اقدام نمایند. در کل، زمینه‌های روان‌شناسی عملی که در آن روان‌شناسان درمان را به دیگران توصیه می‌کنند، همچنین نیاز به اعطای پروانه از سازمان‌های منظم دولتی به روان‌شناسان نیز احساس می‌شود.

## آزمایش‌های کنترل شده
تحقیقات روان‌شناسی آزمایشی در داخل لابراتوار و تحت شرایط کنترل شده انجام می‌پذیرند. تلاش این متد تحقیقات تکیه انحصاری بر کاربرد روش‌های علمی بر ابناء بشر برای فهم رفتار می‌باشد. نمونه‌های چنین معیارهای سنجش رفتاری شامل زمان عکس‌العمل و انواع معیاری‌های روان سنجی می‌گردد. آزمایش‌ها جهت آزمودن یک فرضیه خاص انجام می‌پذیرند.
به‌عنوان یک مثال روان‌شناسی آزمایشی، ممکن است ادراک مردم را در زمینه تن‌های صدا بسنجد. خصوصاً، ممکن است سؤال زیر پرسیده شود: آیا برای مردم آسان‌تر نیست که بین یک جفت تن صدا تفاوت قائل شده و آن را از دیگر اصوات بر مبنای تکرار آن‌ها تشخیص دهند؟ برای پاسخ به این سؤال امکان عدم اثبات این فرضیه که کلیه اصوات صرفنظر از فرکانس آنها، به‌طور یکسان قابل تشخیص هستند وجود دارد (همچنین بخش تست فرضیه برای توضیح اینکه چرا شخص به‌جای اثبات فرضیه به عدم اثبات آن می‌پردازد، را ببینید) جهت تست این فرضیه می‌باید یک شرکت‌کننده در یک اتاق نشانده شده و به یک سری اصوات گوش دهد. چنانچه شرکت‌کننده بخواهد نسبت به یک صوت عکس‌العمل نشان دهد (مثلاً از طریق فشار دادن یک دکمه)،
در صورتی‌که فکر کنند که تن آواها شامل دو صدای متفاوت بوده و یک عکس‌العمل دیگر اگر فکر کنند که همان صدا را شنیده‌اند. نسبت پاسخ‌های صحیح به‌عنوان معیار سنجش اینکه آیا کلیه تنهای آواها به‌صورت یکسان قابل تشخیص بوده یا خیر، بکار می‌رود. نتیجه این آزمایش به‌خصوص نشانگر بهتر تفاوت اصوات خاص بر پایه درگاه شنیداری انسان می‌باشد.

## مطالعات همبستگی
یک مطالعه همبستگی از آمارها جهت تعیین اینکه اگر یک متغیر به‌همراه متغیر دیگر مجدداً رخ می‌دهد یا خیر، استفاده می‌نماید. به‌عنوان مثال، ممکن است یک شخص علاقه داشته باشد که بداند آیا سیگار کشیدن با احتمال ابتلاء به سرطان ریه در ارتباط هست یا خیر. یک راه ساده پاسخ گفتن به این سؤال آنست که گروهی از افراد سیگاری را در نظر گرفته و نسبت آن‌هایی را که در یک مدت زمان مشخص به سرطان ریه مبتلا گشته‌اند را برآورد نماییم. در این مورد خاص، ممکن است نتیجه حاصله حاکی از همبستگی بالای این دو عامل با یک‌دیگر باشد. (قبلاً ثابت شده‌است که توتون اثرات زیانباری بر ریه انسان وارد می‌سازد). به‌هرحال، تنها بر پایه همین رابطه همبستگی، نمی‌توان به‌طور قاطع قضاوت نمود که کشیدن سیگار «علت» ابتلاء به سرطان ریهاست. فقط می‌توان گفت آن‌هایی که مستعد سرطان هستند بیشتر آن‌هایی هستند که سیگار نیز می‌کشند. جایگزین سوم آنست که یک متغیر دیگر باعث ایجاد هر دو وضعیت گردد. با مثال روشن نمودن این واقعیت که همبستگی بر علیت دلالت ندارد. این مورد را به یکی از اصلی‌ترین محدودیت‌های مطالعات همبستگی تبدیل می‌نماید.

## مطالعات طولی
مطالعات طولی نوعی روش تحقیق است که به مشاهده یک گروه در یک دوره زمانی مشخص می‌پردازد. به‌عنوان مثال، ممکن است شخصی در نظر داشته باشد که پدیده اختلال در یک زبان مشخص (اس.ال. آی) را از طریق مشاهده یک گروه از افراد تحت شرایطی خاص و در یک دوره زمانی مورد مطالعه قرار دهد. مزیت این روش آن است که می‌توان چگونگی اثرگذاری یک وضعیت در افراد را طی مدت زمان طولانی مورد نظر قرار داد؛ ولی در هر صورت، از آنجا که نمی‌توان تفاوت‌های فردی اعضاء گروه را کنترل نمود، نتیجه‌گیری دربارهٔ کل گروه مشکل خواهد بود.

## روش‌های روان‌شناسی اعصاب
موضوع روان‌شناسی اعصاب هم بررسی افراد سالم و هم افراد بیمار است که استنتاج تئوری‌های عملکرد عادی ذهن و مغز می‌باشد. فعالیت این رشته به‌طور عادی شامل مشاهده تفاوت‌های موجود در زمینه‌های توانائی باقی‌مانده (که بنام «عملکرد عدم همکاری» شناخته می‌شود) است که می‌تواند پاسخی به این سؤال باشد که آیا توانائی‌ها از عملکردهای جزئی تری تشکیل شده یا توسط یک مکانیسم شناخت‌گرای واحد کنترل می‌گردند.
در کل، تکنیک‌های آزمایش‌هایی اغلب مورد استفاده قرار می‌گیرند که بر مطالعات روان‌شناسی اعصاب افراد سالم نیز صدق می‌کنند. این تکنیک‌ها شامل آزمایش‌های رفتاری، اسکن مغز یا تصویرسازی اعصاب از منظر عملکرد – برای بررسی فعالیت مغز در حین انجام عملی خاص، و تکنیک‌هایی مانند شبیه‌سازی مغناطیسی انتقال جمجمه، که به‌صورتی مطمئن به تغییر عملکرد بخش‌های کوچک مغز جهت بررسی اهمیت آن‌ها در عملیات ذهنی می‌پردازد. تکنیک‌های آزمایش در روان‌شناسی اعصاب می‌تواند شامل آزمون‌هایی نیز باشد که به این هدف تهیه و تدوین شده‌اند.

## مدل‌سازی رایانه‌ای
شیبه‌سازی رایانه‌ای

شبکه عصبی دو لایه

ابزاری است که اغلب در روان‌شناسی شناخت‌گرا جهت شبیه‌سازی رفتاری خاص با استفاده از یک رایانه بکار می‌رود. این مدل مزیت‌های زیادی دارد. نظر به اینکه رایانه‌های مدرن از سرعتی فوق‌العاده بالا برخوردار هستند، بسیاری از فرایندهای شبیه‌سازی را می‌توان در مدت اندک اجرا نمود که این خود توان آماری ما را به مقدار بسیار زیاد افزایش خواهد داد. همچنین با استفاده از مدل‌سازی، روان‌شناسان قادر به تجسم فرضیات در خصوص سازمان عملکردی وقایع ذهنی می‌گردند که این امر به‌صورت مستقیم در انسان قابل رویت نیست.
انواع متعددی از مدلسازی در مطالعه رفتار مورد استفاده قرار می‌گیرد. پیوندگرایی از شبکه‌های عصبی جهت شبیه‌سازی مغز بهره می‌جوید. روش دیگر مدل‌سازی سمبلیک است که اشیاء ذهنی مختلف را با استفاده از متغیرها و قوانین به نمایش درمی‌آورد. انواع دیگر مدلسازی عبارتند از سیستم‌های پویا و اتفاقی.

## انتقاد
اگرچه جریان روان‌شناسی مدرن به‌طور گسترده در مسیر تلاش‌های علمی قرار دارد، ولیکن این مسیر سابقه مناقشات تاریخی دارد. زمینه برخی از انتقادات روان‌شناسی بر پایه اخلاقیات و فلسفه استوار گردیده‌است. برخی معتقدند روان‌شناسان با در مرکز قرار دادن ذهن انسان در آزمایش‌ها و مطالعات آماری، به‌شکل دهی ماهیت آن‌ها پرداخته‌اند؛ زیرا این روش‌ها با انسان بمانند اشیاء بیجان و چیزهایی که با آزمایش مورد بررسی قرار گرفته برخورد می‌کنند. گاهی روان‌شناسی به‌عنوان ابزار از بین بردن خصایص انسانی، بی‌توجهی یا بی‌ارزش کردن هر آنچه برای ابناء بشر لازم است، تلقی می‌گردد.
یک انتقاد مشترک از روان‌شناسی به نامتعادل بودن آن به‌عنوان یک علم بر می‌گردد. نظر به اینکه تکیه بعضی از زمینه‌های روان‌شناسی بر روش‌های تحقیقات «ضعیف» از قبیل زمینه‌یابی و پرسشنامه قرار دارد، برخی گفته‌اند که این زمینه‌های روان‌شناسی به‌اندازه‌ای که خود روان‌شناسی ادعا می‌کند علمی نیستند. روش‌هایی از قبیل درون‌گرایی و تحلیل متخصص، که توسط برخی روان‌شناسان مورد بهره‌برداری قرار دارند، به‌صورت باز با مسئله ذهنیت برخورد نموده و بر پایه مشاهده قرار دارند. در اینجا سؤال مطروحه آنست که آیا بایست روان‌شناسی را به‌عنوان علم طبقه‌بندی نمود یا خیر زیرا عواملی مانند عینیت، اعتبار، جامدیت به‌عنوان معیارهای کلیدی وجوب تجربه و علم به‌شمار می‌آیند. از این جهت برخی شاخه‌های روان‌شناسی دارای این معیارها نیستند. از سوی دیگر، استفاده گسترده‌تر از کنترل‌های آماری و طراحی‌های تحقیقات که به‌صورت فزاینده‌ای پیچیده می‌گردند، تحلیل‌ها، روش‌های آماری و همچنین عدم استفاده از روش‌های مشکل دارتر مانند درون‌گرایی، حداقل در بخش‌های روان‌شناسی دانشگاه‌ها، باعث کاهش سطح انتقاد نسبت به آنچه در گذشته بود گردیده‌است.
برخی سؤال می‌کنند که آیا ذهن تابع تحقیقات کمی علمی‌خواهد شد؛ و برخی منتقدان نیز به طرح تنوع زیاد تئوری‌های روان‌شناسی که مخالف سر سخت نحوه کارکرد ذهن هستند، پرداختند.
همچنین انتقاداتی از سوی پژوهندگان تجربی روان‌شناسی در خصوص شکاف میان تحقیق و تمرینات بالینی در روان‌شناسی طرح گردیده‌است. یک روند جدید شامل رشد درمان‌های غیر علمی مانند برنامه‌ریزی زبانشناختی عصبی، تولد مجدد و درمان آغازین می‌گردد که توسط برخی سازمان‌های روان درمانی توسعه می‌یابند. سازمان‌هایی از قبیل مرکز بررسی علمی تمرینات سلامت ذهن برای افزایش سطح آگاهی و تحقیق در خصوص این رشته به‌وجود آمده‌اند.

### تفاوت روان‌شناسی و روان‌پزشکی
اصلی‌ترین تفاوت این است که روانشناسان برای درمان بیشتر از تکنیک‌های روان درمانی کمک می‌گیرند و اجازه تجویز دارو ندارند. در مقابل، روان‌پزشک می‌تواند از درمان‌های پزشکی و دارویی و همچنین روان درمانی کمک بگیرد. روان‌شناسی و روان‌پزشکی دو تخصص مکمل هستند و روانشناسان و روانپزشکان در قالب یک تیم با هم همکاری می‌کنند. از نظر تحصیلات، روان‌پزشک در واقع ابتدا در رشته پزشکی عمومی تحصیل می‌کند و سپس دوره تخصص خود را در رشته روان‌پزشکی طی می‌کند و بنابراین یک پزشک محسوب می‌شود. اما روانشناسان دوره‌های چهار ساله کارشناسی، دوساله کارشناسی ارشد و چهار ساله دکتری تخصصی را می‌گذرانند و به صورت تخصصی بر روی ارزیابی و درمان‌های غیردارویی متمرکز هستند.
تفاوت‌های اصلی بین روان‌پزشک و روان‌شناس عبارت است از:
- روان‌پزشک نحوه عملکرد «مغز» را بررسی می‌کند و مغز را درمان می‌کند، اما روان‌شناس، «روان و روح» را بررسی می‌کند، و درمان‌های رفتاری ارائه می‌دهد.
- تفاوت دوم در نوع تحصیلات آنهاست. روانپزشکان پس از گذراندن دوره ۷ ساله‌ی پزشکی عمومی ، تخصص اعصاب و روان را انتخاب کرده و پس از گذراندن دوره ۴ ساله تخصص، به عنوان متخصص اعصاب و روان تحت عنوان روانپزشک اقدام به درمان بیماران می‌کنند؛ اما روانشناسان پزشک نیستند. یعنی روانشناسان پس از گذراندن دوره ۴ ساله لیسانس ، وارد مقطع کارشناسی ارشد می‌شوند (۲ سال). در صورت داشتن مدرک ارشد یا دکترا (۴ سال)، بعد از اخذ پروانه اشتغال شروع به روان‌درمانی می‌کنند.
- روانپزشکان می‌توانند دارو تجویز کنند، اما روانشناسان نمی‌توانند.
- روانپزشکان بیماری را تشخیص می‌دهند، درمان را مدیریت می‌کنند و طیف وسیعی از درمان‌ها را برای بیماری‌های روانی پیچیده و جدی ارائه می‌دهند. اما روانشناسان با کمک شیوه‌های مختلف روان‌درمانی، حال بیماران را بهبود می‌بخشند.

## زیرشاخه‌های روان‌شناسی
- روان‌شناسی عمومی
- روان‌شناسی بالینی
- روان‌شناسی مشاوره
- روان‌شناسی تربیتی
- روان‌شناسی سلامت
- روان‌شناسی تجربی
- روان‌شناسی تطبیقی
- روان‌شناسی شخصیت
- روان‌شناسی اجتماعی
- روان‌شناسی تفاوت‌های فردی
- روان‌شناسی مرضی
- روان‌شناسی فرهنگی
- روان‌شناسی سیاسی
- روان‌شناسی تروریسم
- روان‌شناسی محیطی
- روان‌شناسی ورزش
- روان‌شناسی صنعتی و سازمانی
- روان‌شناسی نظامی
- روان‌شناسی یادگیری
- روان‌شناسی جنسی
- روان‌شناسی رشد
- روان‌شناسی زبان
- روان‌شناسی خواب
- روان‌شناسی فیزیولوژیک
- روان‌شناسی هنر
- روان‌شناسی خانواده
- روان‌شناسی تکاملی
- روان‌شناسی موفقیت
- روان‌شناسی تحلیلی
- روان‌شناسی فردی
- روان‌شناسی اگزیستانسیالیستی
- روان‌شناسی رفتاری
- روان‌شناسی شناختی
- روان‌شناسی رفتاری-شناختی
- روان‌شناسی مثبت‌گرا
- روان‌شناسی رفتار متقابل
- روان‌شناسی کودکان استثنایی
- روان‌شناسی جنایی
- روان‌شناسی خود
- روان‌شناسی خلاقیت
- هنردرمانی
- روان‌شناسی فازی
- روان‌شناسی ادراک